# دوت هاك جي يو
دوت هاك جي يو (بالإنجليزية: .hack//G.U.)‏، هي لعبة فيديو من نوع أكشن تقمص الأدوار، تم إصدار اللعبة سنة 2006 على نظام التشغيل لبلاي ستيشن 2، وتم إعادة الإصدار سنة 2017 على بلاي ستيشن 4 ومايكروسوفت ويندوز.

## طريقة اللعب
تبدأ طريقة اللعب بقيام شخص لاعب بارتداء نظارة الواقع الافتراضي، والتجول لمقابلة الأصدقاء، وكذلك يواجه خصومه من الشخصيات على شبكة الإنترنت، وتجنب خطر الاختراق الذي يهدد بطل اللعبة، وتسبب بإتلاف المعلومات المحفوظة داخل نظام نظارة الواقع الافتراضي، وإعادة مستوى اللاعب إلى الصفر.

## الموقع الخارجي
- Official website (Japanese)
- Official archived website (باليابانية)